# Jean Georg Haffner

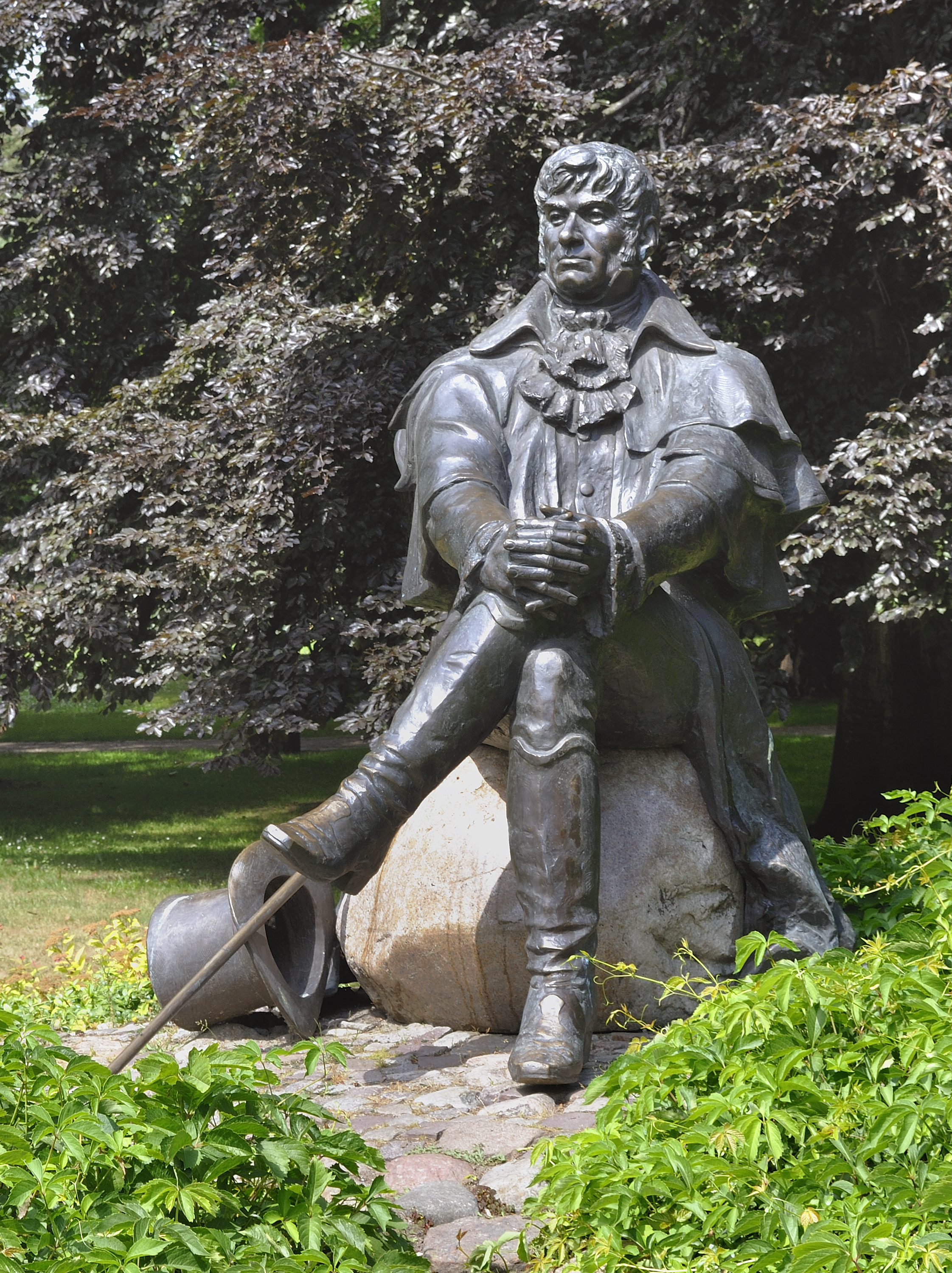
Pomnik Jeana Georga Haffnera w Parku Północnym w Sopocie

Jean Georg Haffner (ur. 21 września 1775 lub 1777 w Colmarze, Alzacja, zm. 20 kwietnia 1830 w Gdańsku) – lekarz wojsk napoleońskich (major-chirurg).

## Życiorys
Jego rodzicami byli Georg i Catharina Elisabeth z domu Müller. Ojciec z zawodu był piekarzem. W 1803 roku Haffner uzyskał tytuł lekarza. Przybył do Gdańska w 1808 i osiadł tam na stałe. W tym samym ożenił się z Reginą Karoliną Bruns, wdową po Janie Krzysztofie Boettcherze. Za jego namową, w roku 1808 gen. Jean Rapp – francuski gubernator Gdańska, polecił zbudować w Gdańsku-Brzeźnie łazienki do morskich kąpieli – pierwszy taki obiekt w regionie. Później, na zlecenie władz pruskich, Haffner zajął się utworzeniem w Sopocie kąpieliska morskiego oraz organizacją kurortu. Od 1811 praktykował w Gdańsku jako lekarz. Po odejściu wojsk francuskich w 1814 pozostał w Gdańsku, po czym przeniósł się do Sopotu, wioski liczącej wówczas niewiele ponad 300 mieszkańców. Jest jednym z „ojców założycieli” Sopotu. W 1823 otrzymał od rządu pruskiego prawo założenia kąpieliska. Wydzierżawiono mu dwie morgi magdeburskie brzegu morskiego, gdzie dziś rozciąga się część parku sopockiego. Tam sadził drzewa, w czym pomagała mu ludność rybacka, która nazywała go „wesołym francuskim doktorem”. Wybudował własnym kosztem dom kuracyjny i urządzenia do kąpieli zimnych i gorących. Ułożył regulamin kąpieliska. Założone przez niego uzdrowisko było później wiele lat w posiadaniu jego spadkobierców.
Haffner zmarł  w wyniku gruźlicy 20 kwietnia 1830 roku, w swoim domu przy ul. Kotwiczników w Gdańsku. Pochowany został 26 kwietnia 1830 roku na cmentarzu w Starych Szkotach (dziś już nieistniejącym).
Jego imieniem nazwano jedną z ulic w Sopocie.
Sopoccy przedsiębiorcy ufundowali w 2004 r. utrzymany w stylu romantycznym pomnik, który przypomina ciągłość historii miasta. Pomnik Haffnera usytuowano w nadmorskim parku przy Grand Hotelu.
W 2002 roku jego imieniem nazwano park w Gdańsku-Brzeźnie.
Pomnik założyciela sopockiego uzdrowiska usytuowany jest w Parku Północnym pomiędzy klubem Sfinks a Grand Hotelem, odsłonięty 8 października 2004 roku podczas święta miasta Sopotu.
Napisy na pomniku:
1. „Autor pomnika: art. rzeźbiarz Zbigniew Jóźwik. Opracowanie architektoniczne: arch. Agata Jabłońska–Gibas, arch. Mariusz Gibas, arch. Robert Idem”.
2. „Lekarz – założyciel uzdrowiska w Sopocie. Pomnik wzniesiony z inicjatywy mieszkańców w 100 rocznicę nadania praw miejskich z udziałem fundatorów: Chipolbrok S.A. Gdynia – Andrzej Karnabal, Aleksandra i Zenon Ziaja – Gdańsk, Prolim S.A. Sopot – Marek Nowotny, Kąpielisko Morskie Sopot – Jerzy Kulwas, Henryk Kurowski, Dalkia Sopot – Bernard Beszczyński, Hotel Orbis Grand Sopot – Witold Dąbrowski, Hotel Haffner Sopot – Ewa Szcześniak, Ogrodnictwo Zdrojewscy – Sopot, P.BUD. Urządzeń Chłodniczych Gdynia –Józef Kuczyński, Stowarzyszenie – Ruch dla Sopotu – Sopot, Korporacja Budowlana Doraco – Gdańsk – Bożena Kasprzyk, STU Ergo Hestia S.A., Platan sp. z o.o. Sopot, Wojskowy Dom Wypoczynkowy Sopot, Halina Biernacka – Sopot, Adam Andrzej Góra – Sopot, Aleksander Kotłowski – Warszawa, Alicja i Tomasz Michalscy – Sopot, Halina i Janusz Rybiccy – Sopot, Zygmunt Semmerling – Sopot, Joanna i Piotr Śliwiccy – Gdynia, Jadwiga i Mariusz Borkowscy – Sopot, Urszula i Jan Juszczykowie – Sopot, Zygmunt Kruszewski – Sopot, Marlena i Wiesław Pedrycz – Sopot, Ewa i Wiesław Rybnik, Rodzina Siezieniewskich – Sopot, Jerzy Wilmann – Sopot, Krzysztof Tabeau – Gdańsk. Urząd Miasta Zakopane. Urząd Miasta Sopotu. 2001 Anno Domini 2004”.